# Bergkirchweih

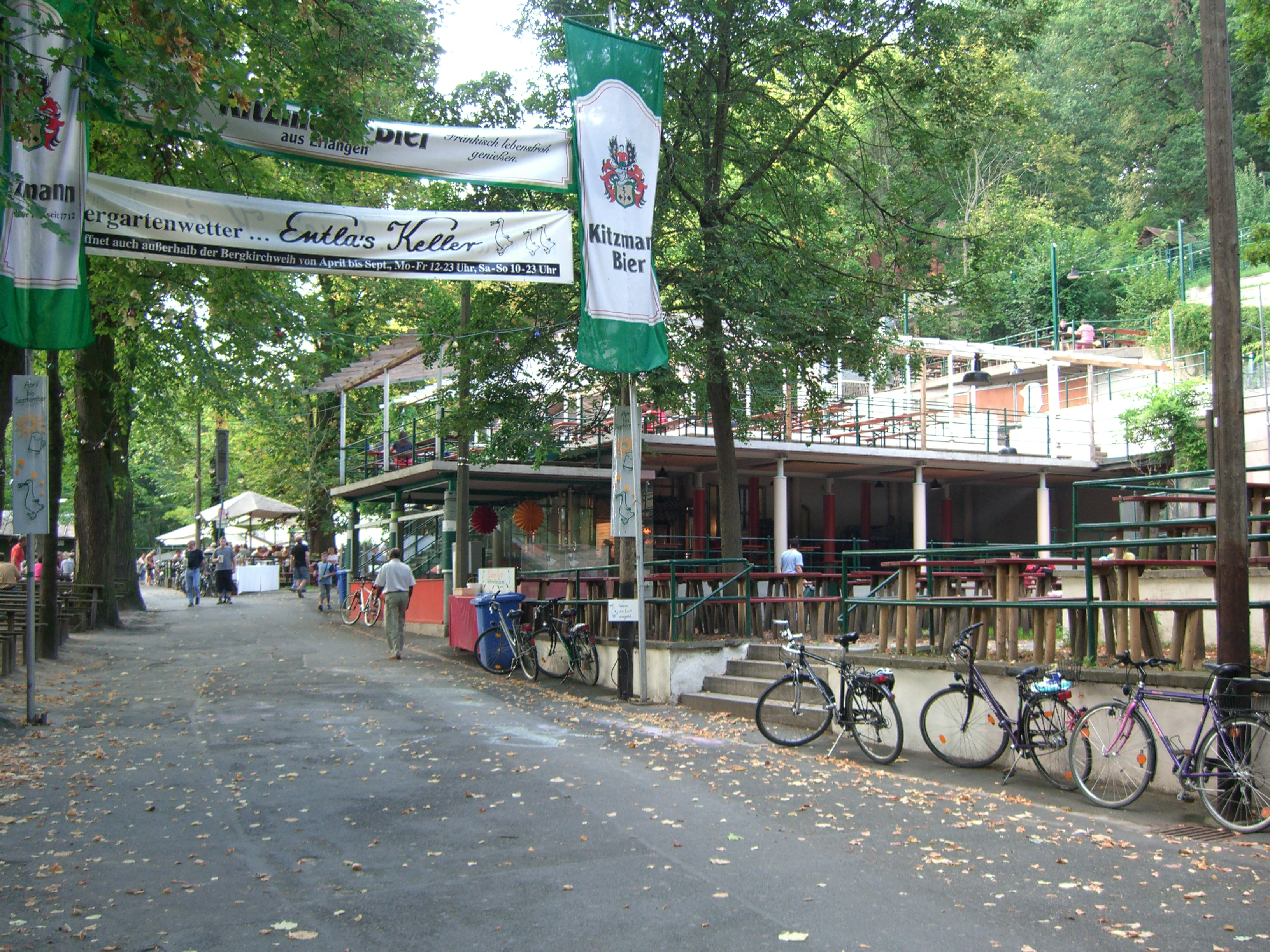
Entrée de la « cave » Entla sur le site de la Bergkirchweih.

La Bergkirchweih (« kermesse de la montagne » en allemand), ou en abrégé le Berg (« montagne » en allemand) ou Berch (« montagne » en francique oriental), est une fête qui a lieu en Moyenne-Franconie à Erlangen chaque année à la Pentecôte. C'est la plus ancienne kermesse allemande, qui remonte en effet à 1755, et qui attire chaque année plus d'un million de personnes.

## La kermesse

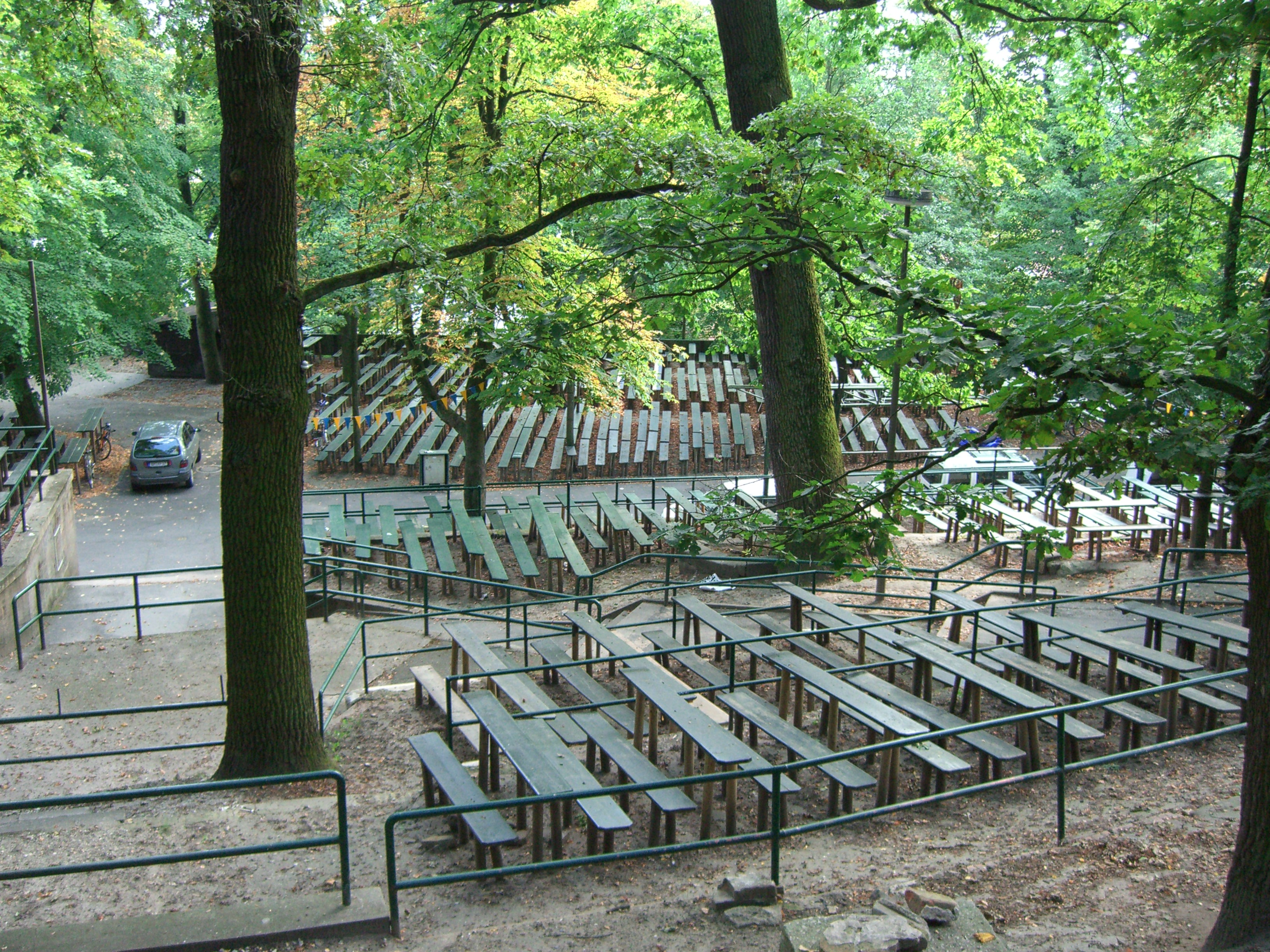
Bancs à bière sur la pente de la « montagne du château » hors de la période de la Bergkirchweih.

La Bergkirchweih commence le jeudi précédant la Pentecôte à 17 heures avec la mise en perce effectuée par le maire à la tribune de l'une des « caves à bière ». Ces Bierkeller sont des lieux de consommation de bière en plein air associés à des caves où l'on stocke la bière au frais, d'où leur nom. La cave où le maire (Oberbürgmeister) procède à cette mise en perce change chaque année et c'est l'occasion de s'assurer de la qualité de la bière (Bierprobe). La fête se termine le soir du lundi douze jours plus tard avec un « enterrement du tonneau » à la cave Erich.
Le site de la kermesse s'étale sur un kilomètre au flanc de la « montagne du château », au nord du centre-ville d'Erlangen. Les installations de la kermesse restent en place toute l'année. Les places assises sont protégées du soleil par des tentes et de vieux tilleuls, châtaigniers et chênes. Il s'agit du plus grand Biergarten (littéralement : jardin à bière) d'Europe, avec plus de 11 000 places.
Le million de visiteurs en douze jours représente dix fois la population d'Erlangen. Cela fait de la Bergkirchweih l'une des cinq plus grosses fêtes populaires du land de Bavière, avec l'Oktoberfest de Munich, la Nürnberger Volksfest de Nuremberg, la Michaeliskirchweih à Fürth et le Gäubodenvolksfest à Straubing.
La fête continue souvent après la fermeture à 23 heures dans les cafés et les boites de nuit du centre ville jusqu'au petit matin.

## Histoire

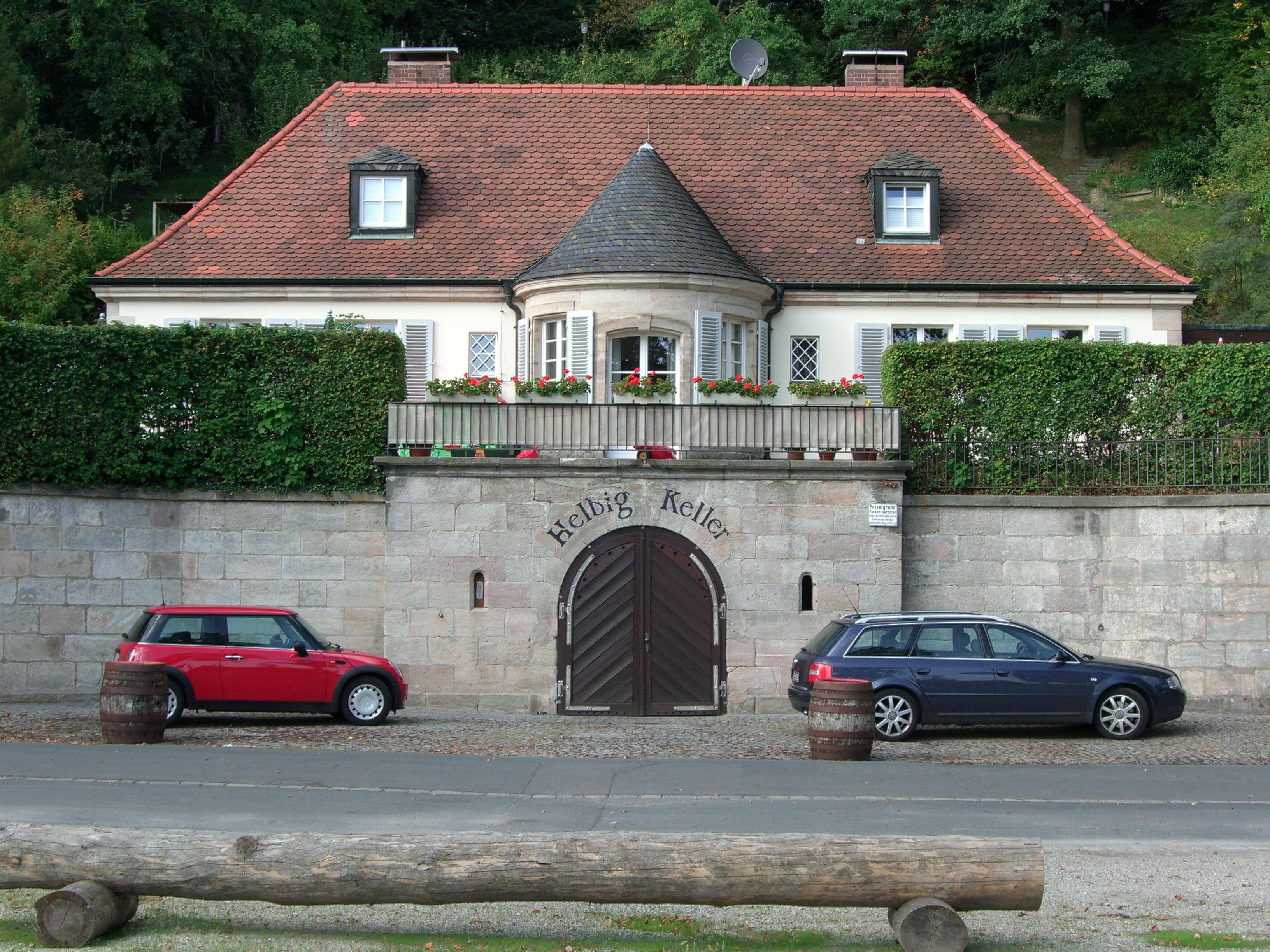
Cave Helbig.

Le nom « Bergkirchweih » remonte aux origines de la fête. Il s'agit d'une kermesse sur la montagne du château d'Erlangen, où l'on fête la protection de l'église de la Trinité de la vieille ville.
Le 21 avril 1755, le conseil municipal a décidé que le marché de Pentecôte d'Erlangen, qui se tenait autrefois dans la vieille ville, aurait lieu pendant trois jours à partir du mardi de Pentecôte à la maison de tir de la vieille ville, où les tireurs pratiquaient à la même période leurs jeux de tirs sur cible. Les caves dans la roche, où l'on servait de la bière fraiche, ont rapidement procuré un attrait supplémentaire au nouveau marché annuel. On a entreposé la bière sous ces voutes pour la porter à maturation jusqu'aux débuts du XXe siècle, car la température y est fraiche et constante toute l'année. Certains couloirs traversaient la montagne sur une distance allant jusqu'à 500 mètres, de telle sorte que l'on pouvait apporter de la glace des étangs depuis les flancs opposés de la montagne pour refroidir la bière. Ces galeries ont été comblées depuis et on ne peut plus les parcourir.
Au XIXe siècle, la collection d'anatomie de l'institut d'anatomie a été ouverte au public pendant la Bergkirchweih pour le divertir.
En 2005, les 250 ans de la Bergkirchweih ont été fêtés. Néanmoins, même si la fête existait effectivement depuis 250 ans, elle n'a pas eu lieu chaque année.

## Détails
L'université d'Erlangen offrait autrefois à l'occasion du Berg une semaine de vacances (Bergferien), parce qu'avec des étudiants ivres il n'était plus possible de maintenir l'université en fonction de façon ordonnée. Ces vacances ont été abolies officiellement en 1999, seul le mardi de la semaine de Pentecôte restant libre. Ce jour, les membres de plusieurs instituts, ainsi que le personnel de la plupart des magasins et entreprises de la ville s'arrêtent entre 12 et 14 heures pour aller au Berg.
À la fin du dernier jour du Berg, le dernier tonneau est joyeusement et symboliquement enterré aux sons de la chanson Lili Marleen.
Les bocs à bière aux motifs variés de la cave Entla (littéralement : petit canard) sont rapidement devenus des objets de collection prisés.
Pendant le Berg, les bus municipaux d'Erlangen sont ornés d'un drapeau allemand et d'un drapeau franconien.

### Crédits de traduction
- (de) Cet article est partiellement ou en totalité issu de l’article de Wikipédia en allemand intitulé « Bergkirchweih » (voir la liste des auteurs).